# Anfissa Anatoljewna Reszowa
Anfissa Anatoljewna Reszowa geb. Romanowa (russisch Анфиса Анатольевна Резцова geb. Романова, wiss. Transliteration Anfisa Anatol'evna Rezcova; * 16. Dezember 1964 in Jakimez, Rajon Gus-Chrustalny, Oblast Wladimir; † 19. Oktober 2023) war eine russische Skilangläuferin und Biathletin.
Im Skilanglauf war Reszowa Olympiasiegerin 1988 und dreifache Weltmeisterin mit der sowjetischen bzw. russischen Staffel. Im Biathlon gewann sie zweimal den Gesamtweltcup und war 1992 die erste Olympiasiegerin und die erste Frau, die Olympiasiegerin in zwei Sportarten wurde.

## Karriere

### Skilanglauf
Unter ihrem Geburtsnamen Romanowa gewann sie als Langläuferin bei den Junioren-Skiweltmeisterschaften 1982 in Murau Bronze über 5 km, bei den Juniorenweltmeisterschaften 1983 im finnischen Kuopio sowohl im Einzel über 5 Kilometer, als auch mit der sowjetischen 3-mal-5-Kilometer-Staffel die Bronzemedaille. Bei den Juniorenweltmeisterschaften im folgenden Jahr in Trondheim holte sie Silber mit der Staffel und Gold über 5 km. Als Aktive vertrat sie die Sowjetunion im Langlauf bei den Nordischen Skiweltmeisterschaften 1985 in Seefeld, wo sie zusammen mit Tamara Tichonowa, Raissa Smetanina und Lilija Wassiltschenko in der Staffel die Goldmedaille gewann, dabei war sie gleichzeitig mit der Norwegerin Berit Aunli auf die Schlussrunde gegangen. Im 20-km-Einzel war sie beste sowjetische Starterin auf Platz fünf. Nach ihrer Heirat mit dem Biathleten Leonid Reszow unter dem Namen Reszowa startend verteidigte sie den Staffeltitel 1987 in Oberstdorf mit Ordina, Gawriljuk und Ptizyna, wiederum war sie Schlussläuferin. Außerdem gewann sie zwei Silbermedaillen, sowohl über 5 km Klassisch, als auch im Wettbewerb über 20 km Freistil. Bei den Olympischen Spielen 1988 in Calgary gelang ihr mit der sowjetischen Staffel der Olympiasieg. Im Weltcup debütierte sie in der Saison 1984/85, die Saison 1986/87 war ihr erfolgreichstes Jahr, sie schloss die Gesamtwertung auf Platz zwei ab.

### Biathlon (1990 bis 1995)
Nach der Geburt ihrer ersten Tochter 1989 wechselte Anfissa Reszowa vom Skilanglauf zum Biathlon. Nachdem sie bereits bei nationalen Wettbewerben gestartet war, nahm sie im Januar 1991 an zwei Weltcups teil, bei denen sie durchwachsene Ergebnisse erreichte.
In der Folgesaison 1991/92 war Reszowa von Beginn an Teil der russischen Weltcupmannschaft und sie erreichte deutlich bessere Ergebnisse. Im Januar gewann sie in Ruhpolding ihr erstes Weltcuprennen. Bei den Olympischen Spielen 1992 in Albertville gab es erstmals Biathlonrennen für Frauen. Reszowa gewann den Sprint und wurde somit zur ersten Olympiasiegerin im Biathlon. Zusätzlich gewann sie die Bronzemedaille in der Staffel. Nach den Spielen gewann sie drei weitere Weltcuprennen und erreichte am Ende der Saison den Sieg im Gesamtweltcup. In der Saison 1992/93 knüpfte Reszowa an ihre Leistungen aus dem Vorjahr an. Sie gewann mit insgesamt sechs Siegen und weiteren Podestplatzierungen mit großem Abstand erneut den Gesamtweltcup.
Danach gingen Reszowas Ergebnisse deutlich zurück. Dennoch war sie bei den Winterspielen 1994 in Lillehammer Teil der Staffel, mit der sie ihre dritten Olympiasieg feierte. Am Ende einer ebenfalls schlechter verlaufenen Saison 1994/95 bestritt sie bei den Weltmeisterschaften 1995 in Antholz ihre letzten Biathlonrennen.
Während ihrer gesamten Karriere im Biathlon war Reszowa im Schießen deutlich schlechter als ihre Konkurrentinnen an der Weltspitze. Diese Schwäche kompensierte sie jedoch beim Skilanglauf, bei dem sie in ihren beiden erfolgreichen Saisons das Feld zum Teil deutlich überragte.

### Rückkehr zum Skilanglauf (1998 bis 2002)
Nach ihrer zweiten Schwangerschaft entschied Anfissa Reszowa sich, zurück zum Skilanglauf zu wechseln.
Mit der russischen Staffel wurde Reszowa 1999 noch einmal Weltmeisterin im Skilanglauf, auch in den Einzelwettbewerben verpasste sie mit Platz vier im Verfolgungsrennen und über 15 km Freistil nur knapp eine Medaille.
Nachdem sie bereits Ende 1999 ihr letztes Weltcuprennen bestritten hatte, beendete Reszowa 2002 offiziell ihre Karriere.

## Persönliches
Reszowa war bis zu ihrer Scheidung mit dem ehemaligen Biathleten Leonid Reszow verheiratet und hatte vier Kinder mit ihm. Die ältesten Töchter Darja und Kristina waren bzw. sind ebenfalls als Biathletinnen aktiv.
Nachdem Reszowa im März 2023 einen Herzinfarkt erlitten hatte, starb sie am 19. Oktober des Jahres im Alter von 58 Jahren in einem Krankenhaus in der Nähe von Moskau.

## Erfolge

### Skilanglauf
Olympische Winterspiele:
- 1988: 1 × Gold (Staffel), 1 × Silber (20 km)

Weltmeisterschaften:
- 1985: 1 × Gold (Staffel)
- 1987: 1 × Gold (Staffel), 2 × Silber (5 km, 20 km)
- 1999: 1 × Gold (Staffel)

Weltcup:
- 1 × Platz 2 im Gesamtweltcup (1986/87)

Die Tabelle zeigt alle Platzierungen (je nach Austragungsjahr einschließlich Olympische Spiele und Weltmeisterschaften).
- 1.–3. Platz: Anzahl der Podiumsplatzierungen
- Top 10: Anzahl der Platzierungen unter den ersten zehn (einschließlich Podium)
- Punkteränge: Anzahl der Platzierungen innerhalb der Punkteränge (einschließlich Podium und Top 10)
- Starts: Anzahl gelaufener Rennen in der jeweiligen Disziplin

| Platzierung                    | Einzel | Sprint | Verfolgung | Massenstart | Staffel | Gesamt |
| ------------------------------ | ------ | ------ | ---------- | ----------- | ------- | ------ |
| 1. Platz                       | 3      | 6      |            |             | 1       | 10     |
| 2. Platz                       | 1      |        |            |             |         | 1      |
| 3. Platz                       |        | 1      |            |             | 1       | 2      |
| Top 10                         | 5      | 6      |            |             | 3       | 14     |
| Punkteränge                    | 6      | 9      |            |             | 3       | 18     |
| Starts                         | 11     | 14     |            |             | 3       | 28     |
| Stand: Daten nicht vollständig |        |        |            |             |         |        |

### Biathlon
Olympische Winterspiele:
- 1992: 1 × Gold (Sprint), 1 × Bronze (Staffel)
- 1994: 1 × Gold (Staffel)

Weltmeisterschaften:
- 1992: 1 × Silber (Mannschaft)

Weltcup:
- 2 × Gesamtweltcup-Siegerin (1991/92, 1992/93)